# إليك فونغ ليم
إليك فونغ ليم هو سياسي أسترالي، ولد في 18 فبراير 1931 في كاثرين في أستراليا، وتوفي في 3 سبتمبر 1990. انتخب اللورد العمدة عن دائرة داروين (1 يونيو 1984 – 9 أغسطس 1990).